# Catherine Webb
Catherine Louise Webb (Londra, 27 aprile 1986) è una scrittrice britannica di letteratura fantasy e di fantascienza.

## Biografia
Nata nel 1986 a Londra, ha frequentato la Godolphin and Latymer School e la London School of Economics and Political Science e si è laureata alla Royal Academy of Dramatic Art nel 2010.
Ultimato il suo primo libro ad appena 14 anni, grazie all'interessamento di un editore è stato pubblicato nel 2002 come Il mago dei sogni e la giovane scrittrice è stata eletta Young Trailblazer of the Year dalla rivista CosmoGirl.
In seguito ha dato alle stampe altri sette romanzi per ragazzi con il suo vero nome prima di passare alla narrativa per adulti usando gli pseudonimi di Kate Griffin e Claire North.
Tra i riconoscimenti letterari ottenuti si segnala il Premio John Wood Campbell Memorial del 2015 con Le prime quindici vite di Harry August e il Premio World Fantasy per il miglior romanzo del 2017 con The Sudden Appearance of Hope

## Opere

### Serie Wizard Laenan Kite
- Il mago dei sogni (Mirror Dreams, 2002), Milano, Sperling & Kupfer, 2003 traduzione di Giulia Balducci ISBN 88-200-3448-4.
- I sognatori e il regno delle tenebre (Mirror Wakes, 2003), Milano, Sperling & Kupfer, 2004 traduzione di Giulia Balducci ISBN 88-200-3753-X.

### Serie Waywalkers
- Waywalkers (2003)
- Timekeepers (2004)

### Serie Horatio Lyle
- The Extraordinary and Unusual Adventures of Horatio Lyle (2006)
- The Obsidian Dagger: Being the Further Extraordinary Adventures of Horatio Lyle (2006)
- The Doomsday Machine: Another Astounding Adventure of Horatio Lyle (2008)
- The Dream Thief: An Extraordinary Horatio Lyle Mystery (2010)

### Scritti come Kate Griffin

#### Serie Matthew Swift
- A Madness of Angels (2009)
- The Midnight Mayor (2010)
- The Neon Court (2011)
- The Minority Council (2012)

#### Serie Magicals Anonymous
- Stray Souls (2012)
- The Glass God (2013)

### Scritti come Claire North
- Le prime quindici vite di Harry August (The First Fifteen Lives of Harry August, 2014), Milano, NNE, 2015 traduzione di Valentina Daniele ISBN 978-88-99253-02-8.
- Touch (2015)
- The Gameshouse (2015)
- The Sudden Appearance of Hope (2016)
- The End of the Day (2017)
- 84K (2018)
- The Pursuit of William Abbey (2019)

La Saga di Itaca
- Il mistero di Penelope (2022 - Newton Compton Editori)

## Premi e riconoscimenti
- Carnegie Medal: 2004 nomination per Timekeepers e 2005 nomination per The Extraordinary and Unusual Adventures of Horatio Lyle
- Premio Arthur C. Clarke: 2015 finalista con Le prime quindici vite di Harry August
- Premio John Wood Campbell Memorial: 2015 vincitrice con Le prime quindici vite di Harry August
- Premio World Fantasy per il miglior romanzo: 2017 vincitrice con The Sudden Appearance of Hope
- Premio Philip K. Dick: 2018 finalista con 84K